# Mount Warden
Mount Warden är ett berg i Antarktis. Det ligger i den centrala delen av kontinenten. Inget land gör anspråk på området. Toppen på Mount Warden är 2 882 meter över havet, eller 156 meter över den omgivande terrängen. Bredden vid basen är 0,96 km.
Terrängen runt Mount Warden är kuperad åt nordväst, men åt sydost är den bergig. Trakten är obefolkad. Det finns inga samhällen i närheten.